# Кононов, Иван Никитич
Ива́н Ники́тич Ко́нонов (2 апреля 1900, станица Новониколаевская Таганрогского округа Области Войска Донского (по другим данным, 1906) — 11 сентября 1967, Австралия) — советский военнослужащий, коллаборационист, генерал-майор вооружённых сил Комитета освобождения народов России. воевавших на стороне нацистской Германии во время Великой Отечественной войны.

## Происхождение и образование
В соответствии с официальной биографией, содержащейся в послужной карте командира Красной армии, Иван Кононов родился в 1906 году в «пролетарской семье». Оказавшись в эмиграции, он объявил, что на самом деле родился в 1900 году в семье казачьего есаула, повешенного вместе с женой большевиками в 1918 году. Кроме того, от рук большевиков погибли три его брата — старший в годы гражданской войны, двое других — во время репрессий в 1934—1937 годах. По словам Кононова, он изменил дату рождения и другие биографические сведения с тем, чтобы скрыть своё происхождение при вступлении на службу в Красную армию в 1922 году. По его словам, в гражданской войне он не принимал участия по болезни. Среди историков, занимающихся вопросами Русского освободительного движения, нет единства в вопросе о том, можно ли доверять этим сведениям.
Окончил кавалерийское отделение Объединённой военной школы имени ВЦИК (1927), Военную академию имени М. В. Фрунзе (1938).

## Военная служба в РККА
С марта 1922 служил в РККА в 79-м кавалерийском полку 14-й кавалерийской дивизии, которая участвовала в карательных операциях на Дону и Северном Кавказе и отличалась особой жестокостью в отношении казаков; военнослужащие этой кавалерийской дивизии не гнушались показательными расстрелами молодых девушек, женщин и стариков. После окончания дивизионной школы — младший командир. В 1924—1927 учился в Объединённой военной школе имени ВЦИК, где в 1926—1927 командовал отделением курсантов.
В 1927—1928 — командир взвода в 27 Быкадоровском кавалерийском полку 5 Ставропольской кавалерийской дивизии в Северо-Кавказском военном округе. В 1928—1931 — командир взвода полковой школы. В марте-июне 1930 года полк участвовал в подавлении крестьянских волнений под Курском, направленных против коллективизации.
С 1929 — член ВКП(б). В 1931—1932 — временно исполняющий должность командира эскадрона.
В январе — июне 1932 политрук эскадрона 30-го кавалерийского полка. В июне — декабре 1932 — политрук учебного эскадрона 5 механизированного полка 5 кавалерийской дивизии. В 1932—1933 — временный ответственный секретарь партийного бюро этого полка. В 1933—1934 — ответственный секретарь партийного бюро 30-го кавалерийского полка.
В 1934—1935 — временный помощник начальника штаба 28 кавалерийского полка, в 1935—1936 — помощник начальника штаба, в 1936—1937 — временный начальник штаба полка, затем исполняющий эту должность.
В 1937—1938 учился на основном отделении Военной академии имени М. В. Фрунзе (перевёлся с заочного).
В 1938—1940 — начальник оперативного отдела штаба 2-го кавалерийского корпуса Киевского особого военного округа. Участник военного похода Красной армии на Западную Украину в сентябре 1939 года, советско-финской войны 1939—1940, за отличие в которой был награждён орденом Красной Звезды (1940). С 15 августа 1940 — командир 436-го полка 155-й стрелковой дивизии в Западном особом военном округе. Был представлен к званию подполковника, которое не получил из-за начала войны.
В начале Великой Отечественной войны участвовал в тяжёлых оборонительных боях лета 1941 года, дважды находился с полком в окружении. С 22 августа 1941 года находился в плену. Существуют разные версии, как Кононов попал в плен. Сам он в 1948 году писал:

В 1941 г. 22 августа я со своим полком полностью совершенно добровольно перехожу на сторону немцев, до перехода договорившись с немцами, что они помогут и не станут препятствовать в организации вооружённых антикоммунистических освободительных сил из людей Советского Союза.

По данным историка Александра Окорокова, Кононов не добровольно перешёл на сторону немцев, а попал в плен с группой из нескольких офицеров, причём его полк ещё некоторое время продолжал боевые действия. Историк Кирилл Александров считает наиболее вероятной следующую версию: «Вероятнее всего с Кононовым 22 августа 1941 г. на сторону немцев перешла большая группа бойцов и командиров, включая заместителя командира полка по политчасти батальонного комиссара Д. Панченко».
Однако, есть версия, что его полк как и вся дивизия 22 августа находились в окружении севернее Унечи, а окружали её конкретно немецкая 4тд со стороны Мглин, 3тд со стороны Стародуб, 10мд со стороны Клинцы.

## Военная служба в вермахте, ваффен-СС, ВС КОНР
Живя непосредственно в Советском Союзе, я видел все прелести террора, нищеты, издевательства над народами, находящимися под гнётом коммунизма. Я твёрдо решил стать на путь открытой борьбы против коммунизма с целью освобождения нашей родины от варваров, бандитов-коммунистов во главе с проклятым, кровавым горным шакалом Джугашвили-Сталиным.
На допросе в армейском отделе Абвера 6 сентября 1941 года Кононов повторил своё предложение о формировании войсковых частей из граждан СССР для борьбы с большевиками. Санкция немецкого командования была получена, и к 28 октября Кононов сформировал из военнопленных казачью добровольческую часть № 102 (2 кавалерийских эскадрона, 2 эскадрона самокатчиков, 1 артиллерийский взвод на конной тяге и 1 взвод противотанковых орудий), в 1942 году переформированную в 600-й отдельный казачий батальон (затем дивизион).
Воинская часть Кононова отличалась достаточно высокой боеспособностью. В начале 1942 года в составе 88-й пехотной дивизии вермахта она участвовала в боевых действиях против партизан и десантников окружённого корпуса генерал-майора П. А. Белова под Вязьмой, Полоцком, Великими Луками, в Смоленской области. Немцы сохранили Кононову присвоенное ему в РККА звание майора, а в 1942 году он был произведён в подполковники вермахта. С весны 1942 года во главе своих подчинённых участвовал в антипартизанских боевых действиях под Могилёвом. Командующий тыловыми войсками безопасности группы армий «Центр» генерал М. фон Шенкендорф в своём дневнике так характеризовал «кононовцев»: «Настроение казаков хорошее. Боеготовность отличная… Поведение казаков по отношению к местному населению беспощадное». К февралю 1943 года дивизион включал в себя 6 кавалерийских эскадронов, 2 эскадрона самокатчиков, эскадрон мотоциклистов, артиллерийский дивизион. В апреле 1943 несколько военнослужащих из новых пополнений ушли к партизанам.
Летом 1943 года дивизион был передан на укомплектование формируемой в Польше (полигон «Милау») 1-й казачьей дивизии Вермахта, где, сохраняя весь свой командный и рядовой состав, был преобразован в 5-й Донской казачий полк, вошедший во 2-ю Кавказскую бригаду дивизии, командование полком также сохранялось за Кононовым. Осенью того же года в составе дивизии 5-й Донской полк был переведён в Югославию, где участвовал в боевых операцих против партизанских формирований Народно-освободительной армии Югославии.
В июле 1944 года Кононов был произведён в полковники вермахта. В том же году он был награждён Железным крестом 1-го и 2-го класса, Хорватским орденом Короны короля Звонимира. 26 декабря 1944 года 5-й Донской полк Кононова и 6-й Терский полк 1-й казачьей дивизии Паннвица отличились в бою за населённый пункт Питомача против частей 57-й армии 3-го Украинского фронта: в ходе пятнадцатичасового боя казаки нанесли сильное поражение 703-му стрелковому и 684-му артиллерийскому полкам 233-й стрелковой дивизии 75-го стрелкового корпуса. Безвозвратные потери 233-й дивизии в этом бою превысили 200 человек, 703-й и 684-й полки лишились 2/3 материальной части.
В конце декабря 1944 года 1-я казачья дивизия была передана из вермахта в ваффен-СС, где разворачивалась в корпус, путём добавления Пластунской бригады, которую возглавил полковник Кононов. 25 апреля 1945 года планировалось развернуть Пластунскую бригаду в 3-ю казачью дивизию.
В марте 1945 года части 15-го казачьего корпуса участвовали в последней крупной наступательной операции вермахта, успешно действуя против болгарских частей на южном фасе Балатонского выступа. К этому времени Кононов стал сторонником подчинения казачьих частей командованию генерала Андрея Власова, чему противились руководители казаков из числа эмигрантов. Кроме того, выступал за сотрудничество с лидером сербских монархических формирований четников генералом Дражей Михайловичем.
20 апреля 1945 года 15-й казачий кавалерийский корпус официально был передан из ваффен-СС в состав Вооруженных Сил Комитета освобождения народов России, став 15-м казачьим корпусом ВС КОНР. Ещё 1 апреля 1945 года Кононов был произведён в генерал-майоры Комитета освобождения народов России. По некоторым данным, приказом Власова он был назначен походным атаманом всех казачьих войск и командиром 15-го корпуса, но в исполнение обязанностей вступить не успел.
Известно, что в мае 1945 года Кононов встречался с Власовым, а затем оказался в американской оккупационной зоне. Кононов — единственный генерал РОД, избежавший гибели в 1945—1947 годах.
За время службы в вермахте Кононов был награждён германским командованием Железными крестами первого и второго классов, Восточной медалью, знаком отличия для восточных народов первого класса «в серебре» с мечами, тем же знаком отличия второго класса «в золоте» с мечами (дважды), «в серебре» с мечами (один раз) и «в бронзе» с мечами (дважды). Также он был награждён хорватским орденом Короны короля Звонимира первого класса.

## В эмиграции
В 1946—1948 Кононов проживал на нелегальном положении в Мюнхене. Пытался создать политическую организацию «Всеэмигрантское антикоммунистическое зарубежное объединение», но потерпел неудачу. Некоторое время входил в состав правой организации Союз Андреевского флага, объединявшей часть «власовцев» и эмигрантов первой волны, но вышел из неё. Не пользовался авторитетом среди большинства эмиграции — как казаков, так и «власовцев». В конце 1940-х годов переехал в Австралию, где жил в городе Аделаида, отойдя от политической деятельности. Находился в розыске органами КГБ как изменник Родины.
15 сентября 1967 погиб в автомобильной катастрофе. По мнению Кирилла Александрова, «возможно, что розыск достиг поставленной цели». Позже историк изменил свое мнение. По сообщению биографа К. Черкасова: «Генерал Кононов умер после нескольких сердечных припадков».